# Pueblonuevo del Guadiana
Pueblonuevo del Guadiana är en kommun i Spanien.   Den ligger i provinsen Provincia de Badajoz och regionen Extremadura, i den västra delen av landet, 300 km sydväst om huvudstaden Madrid. Antalet invånare är 2 056. Arean är 31 kvadratkilometer.
Terrängen i Pueblonuevo del Guadiana är mycket platt.